# Acid Black Cherry 2009 tour"Q.E.D"
『Acid Black Cherry 2009 tour"Q.E.D."』（アシッドブラックチェリー にせんきゅう ツアー キュー・イー・ディー）は、日本のバンド、Janne Da ArcのボーカリストのyasuのソロプロジェクトであるAcid Black Cherryのライブビデオ。

## 概要
- 2枚組から成るライヴDVDで1枚目には2009年8月にリリースしたアルバム『Q.E.D.』を引っさげて行なわれたツアー『Acid Black Cherry 2009 tour "Q.E.D."』の、11月2日に行なわれた日本武道館公演の模様が全18曲収録されている。
- 2枚目には、当時は公表されていなかった、後の活動休止の要因となる声帯のう胞を発症したyasuの思うように声が出ずに頭を抱えてステージにうずくまるリハーサル中の姿、そんな状態のyasuだからこそとこれまで以上に団結しyasuを盛り立てるバンドのメンバー、yasuを勇気づけ奮い立たせる周りのスタッフなどのライブの舞台裏で起こった出来事を収録したドキュメント映像、さらに『Q.E.D.』にホームページで公開された『ブラック・マリア事件』の内容が収録されている。

## 収録曲

### DVD版

#### Disc 1
1. Opening
2. Mother
3. cord name 【JUSTICE】
4. I'm not a ghost
5. 罪と罰〜神様のアリバイ〜
6. 1954 LOVE/HATE
7. ジグソー
8. 眠り姫
9. 優しい嘘
10. Black Cherry
11. チェリーチェリー
12. Murder Licence
13. 黒い太陽
14. 少女の祈り
15. SPELL MAGIC
16. 愛してない 〜Acoustic version〜 [Encore]
17. 20+∞Century Boys [Encore]
18. Maria [W Encore]
19. DRAGON CARNIVAL [W Encore]

#### Disc 2
1. 【SPECIAL CONTENTS】DOCUMENTARY OFF SHOT 〜2009 tour "Q.E.D."〜
2. 【SPECIAL CONTENTS】Q.E.D. STORY -THE MOVIE-

### Blu-ray版
1. Mother
2. cord name 【JUSTICE】
3. I'm not a ghost
4. 罪と罰〜神様のアリバイ〜
5. 1954 LOVE/HATE
6. ジグソー
7. 眠り姫
8. 優しい嘘
9. Black Cherry
10. チェリーチェリー
11. Murder Licence
12. 黒い太陽
13. 少女の祈り
14. SPELL MAGIC
15. 愛してない 〜Acoustic version〜 [Encore]
16. 20+∞Century Boys [Encore]
17. Maria [W Encore]
18. DRAGON CARNIVAL [W Encore]
19. 【SPECIAL CONTENTS】DOCUMENTARY OFF SHOT 〜2009 tour "Q.E.D."〜
20. 【SPECIAL CONTENTS】Q.E.D. STORY -THE MOVIE-